# Wojewódzki sąd administracyjny

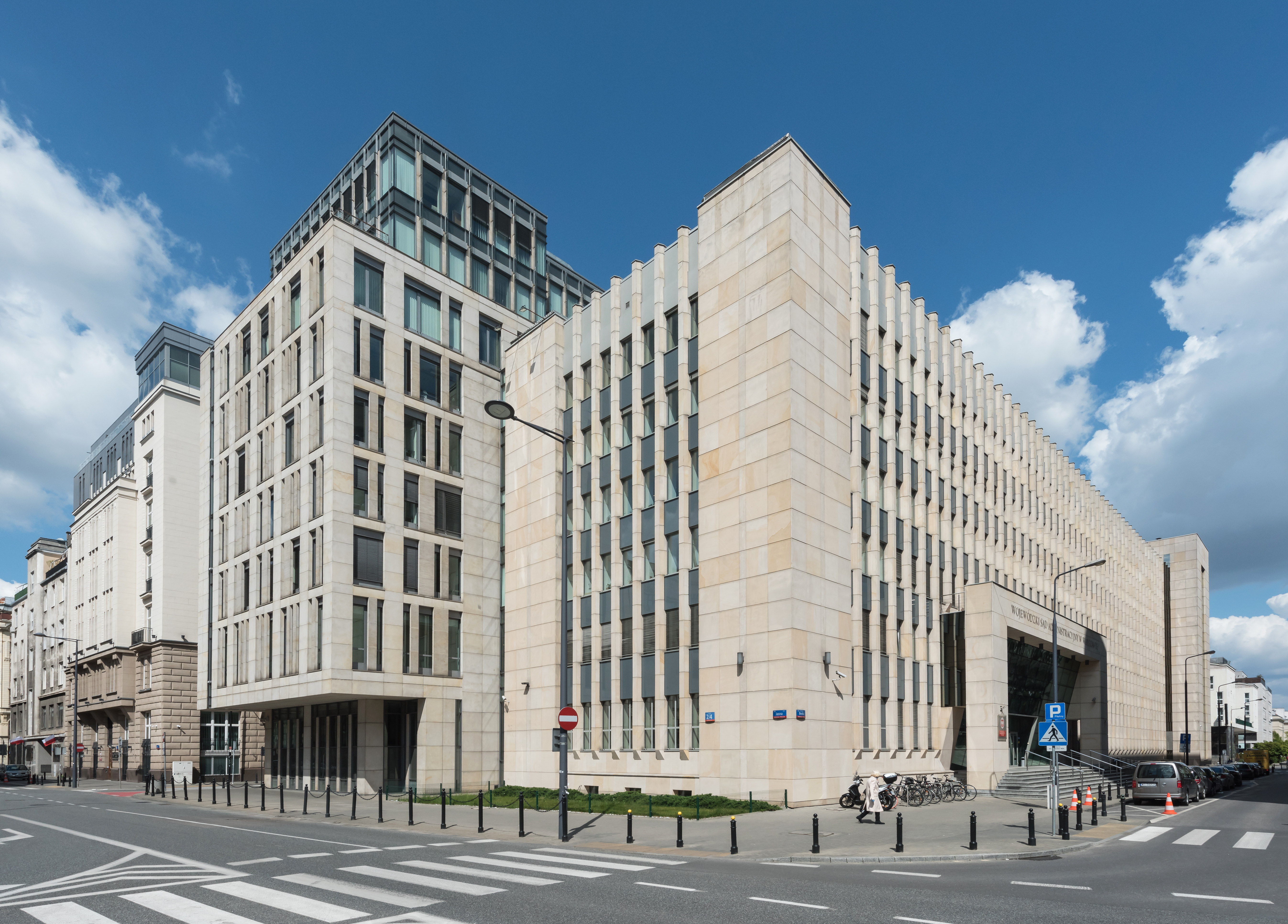
Kompleks Naczelnego Sądu Administracyjnego w Warszawie (2020)

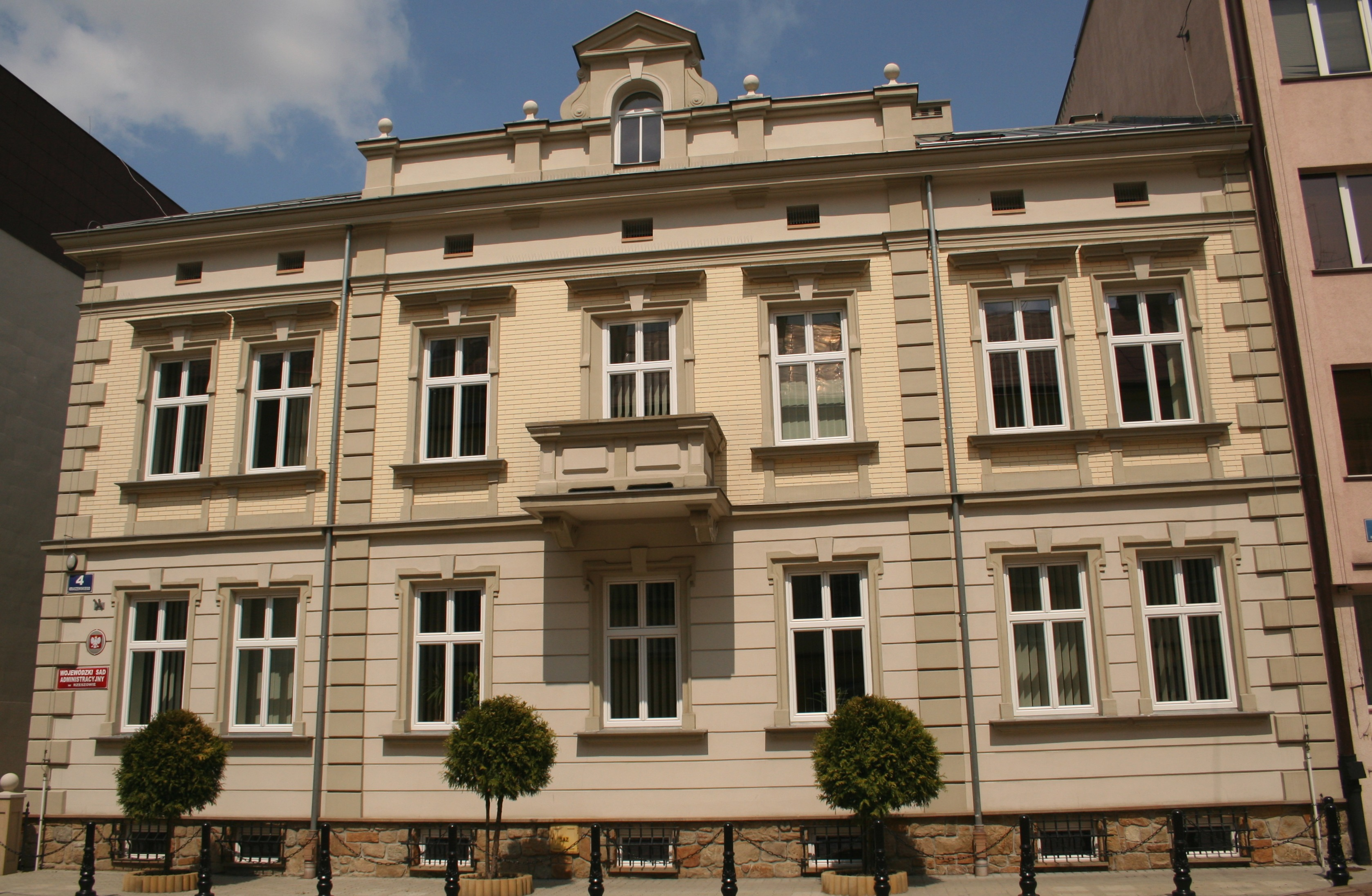
WSA w Rzeszowie

Wojewódzki sąd administracyjny (skr. „WSA”) – pierwsza instancja sądownictwa administracyjnego w Polsce.
Początkowo sądy te powstały z przekształcenia ośrodków zamiejscowych Naczelnego Sądu Administracyjnego.
Wojewódzkie sądy administracyjne dzielą się na wydziały, które tworzy i znosi Prezes NSA.
Siedziby wojewódzkich sądów administracyjnych znajdują się w:
- Białymstoku
- Bydgoszczy
- Gdańsku
- Gliwicach
- Gorzowie Wielkopolskim
- Kielcach
- Krakowie
- Lublinie
- Łodzi
- Olsztynie
- Opolu
- Poznaniu
- Rzeszowie
- Szczecinie
- Warszawie
  - wydział zamiejscowy w Radomiu
- Wrocławiu.